# Israel Nuño
Nuño  Argüelles est un nom espagnol. Le premier nom de famille, en général paternel, est Nuño ; le second, en général maternel, souvent omis, est Argüelles.
Israel Nuño Argüelles (né le 31 janvier 1992 à Pola de Siero (es), dans les Asturies) est un coureur cycliste espagnol.

## Biographie
De 2012 à 2014, Israel Nuño évolue au sein du club cantabre Gomur. Lors de sa troisième saison avec l'équipe, il s'impose à plusieurs reprises chez les amateurs, notamment au Tour de la province de Valence. Il termine également quatrième du Tour d'Ávila et de Tour de Cantabrie. 
En 2015, il intègre la formation continentale dominicaine Inteja-MMR Dominican. Son meilleur résultat au niveau UCI est une douzième place sur la Vuelta a la Independencia Nacional en 2016. Il redescend ensuite chez les amateurs en 2017 chez MMR Factory Racing, où il désire se consacrer au VTT.

## Palmarès
- 2008
  - 3e de l'Aiarako Bira[3]
- 2014
  - Trofeo Ayuntamiento Valdáliga
  - Mémorial Juan Manuel Santisteban
  - Classement général du Tour de la province de Valence
- 2015
  - 1re étape de la Pre-Vuelta Independencia[4]

## Classements mondiaux
| Année            | 2016 |
| ---------------- | ---- |
| UCI America Tour | 601e |